# Allactaga severtzovi
Allactaga severtzovi е вид бозайник от семейство Тушканчикови (Dipodidae).

## Разпространение
Видът е разпространен в Казахстан, Таджикистан, Туркменистан и Узбекистан.